# Lókút megállóhely
Lókút megállóhely egy megszűnt vasúti megállóhely, melyet a MÁV üzemeltetett a Veszprém vármegyei Olaszfalu település határában. A névadó Lókút községtől több mint három kilométerre északkeletre helyezkedett el; a falu, illetve a közelében húzódó 82-es főút felől is csak erdei utakon lehetett megközelíteni.

## Vasútvonalak
A megállóhelyet az alábbi vasútvonalak érintették:
- Győr–Veszprém-vasútvonal

## Kapcsolódó állomások
A megállóhelyhez az alábbi állomások vannak a legközelebb:
- Olaszfalu megállóhely (Győr vasútállomás, Győr–Veszprém-vasútvonal)
- Eplény vasútállomás (Veszprém vasútállomás, Győr–Veszprém-vasútvonal)